# Talsperre Oued Fodda
Die Talsperre Oued Fodda (französisch Barrage Oued Fodda) steht in Algerien im Gebiet der Kommune El Karimia, Provinz Chlef. Sie staut den Oued Fodda, einen Nebenfluss des Cheliff, zu einem Stausee auf. Die Talsperre wurde früher auch als Barrage Steeg bezeichnet, nach dem ehemaligen Generalgouverneur in Algerien Théodore Steeg. Der Ort Oued Fodda liegt ungefähr 17 km nördlich der Talsperre.
Die Talsperre wurde von 1926 bis 1932 zunächst von Dufour Constructions Générales, dann von Campenon Bernard errichtet. Der Einstau erfolgte 1932. Die Talsperre dient der Bewässerung, der Trinkwasserversorgung und der Stromerzeugung.

## Absperrbauwerk
Das Absperrbauwerk ist eine Gewichtsstaumauer aus Beton mit einer Höhe von 100 (bzw. 101) m und einer Kronenlänge von 182 m. Das Volumen des Bauwerks beträgt 320.000 bzw. 300.000 m³. Die Breite der Staumauer liegt an der Basis bei 65 m.
Die Staumauer verfügt sowohl über einen Grundablass als auch über eine Hochwasserentlastung. Über den Grundablass konnten maximal 100 m³/s abgeleitet werden.

## Stausee
Beim normalen Stauziel von 370,5 m (maximal 374 m bei Hochwasser) erstreckt sich der Stausee über eine Fläche von rund 7 km² und fasste ursprünglich 228 Mio. m³ Wasser. Der jährliche Zufluss in den Stausee betrug rund 85 Mio. m³. Diese Zahl ist das Mittel aus dem gemittelten jährlichen Zufluss von 113 Mio. m³ in den Jahren 1945–1975 und dem Zufluss von 51 Mio. m³ in den Jahren 1976–1998 und verdeckt deshalb den Rückgang der Niederschläge in dieser Zeit. Der jährliche Zufluss schwankt auch unter den Jahren stark: In den Jahren 1943–1993 betrug das Minimum 10 Mio. m³ und das Maximum 234 Mio. m³.

## Kraftwerk
Das Kraftwerk Oued Fodda hat eine installierte Leistung von 7 bzw. 15,6 MW. Das Kraftwerk wurde 1942 fertiggestellt.

## Barrage des Portes de Fer
Ungefähr fünf Kilometer flussabwärts () befindet sich eine in den Jahren 1936 bis 1940 gebaute Wehranlage (französisch Barrage des Portes de Fer, Stauwehr der eisernen Tore, auch im Singular: Barrage de Porte de Fer), die einen kleinen Stausee mit einem ursprünglichen Volumen von 300.000 m³ aufstaut. Das Wehr war der Ausgangspunkt für rund 44 km lange Druckwasserleitungen unterschiedlichen Durchmessers zum Ort Oued Fodda im Talboden und zu den umliegenden Feldern zur Bewässerung von 18.000 Hektar Land.
Für die Druckwasserleitung wurde in Oued Fogga eine Fabrik errichtet, in der die von Eugène Freyssinet entworfenen Spannbetonrohre hergestellt wurden. Mit der damals ganz neuen und noch kaum erprobten Technik konnten die Rohre auch Gräben ohne zusätzliche Abstützungen überqueren.
Neben dem Wehr führt eine Straßenbrücke über den Fluss, die ebenso wie die unbeweglichen Teile des Wehrs nach den Plänen von Freyssinet aus Spannbeton gebaut wurde. Für die Brücke wurden dabei vorgefertigte, 19 m lange Doppel-T-Träger aus Spannbeton verwendet.

## Probleme aus jüngerer Zeit
Die Gewichtsstaumauer hat die Erdbeben von 1954 und 1980 unbeschadet überstanden. Aber eine Reihe anderer Ereignisse haben ihre Spuren hinterlassen, wie der Unabhängigkeitskrieg in den Jahren 1954 bis 1962 und der Bürgerkrieg Ende des letzten Jahrhunderts mit Schäden an Bewässerungsanlagen und der unzureichenden Wartung und Instandhaltung technischer Anlagen, die Bevölkerungszunahme von 6,1 Millionen im Jahr 1926 auf 40,4 Millionen Einwohner im Januar 2016 mit dem noch stärker angestiegenen Wasserbedarf sowie spürbare klimatische Veränderungen.
Der weitgehend durch menschliche Aktivitäten verursachte Rückgang der Bewaldung führte zu einer Zunahme der von den Bächen ausgewaschenen Sedimente und damit zu einer vorzeitigen Sedimentation der Staubecken. Im Einzugsgebiet des Oued Fodda gibt es nur noch stark reduzierte bis gar keine Vegetation mehr, gleichzeitig aber ein geringes politisches Interesse an der Aufforstung. Das führte dazu, dass schon 1996 das Volumen des Stausees von anfänglich 228 Mio. m³ auf 115,2 Mio. m³ zurückgegangen war, also nur noch 49,4 % des ursprünglichen Volumens betrug.
Der Boden des Staubeckens ist von einer 40 m hohen Sedimentschicht bedeckt, ein Grundablass ist nicht mehr möglich. Die Sedimente hätten durch regelmäßiges Öffnen des Grundablasses ausgespült werden sollen. Dass dies unterblieb, mag auf die verbreitete mangelnde Wartung und Instandhaltung zurückzuführen sein oder aber auch auf die häufig geringe Füllung des Staubeckens, bei der man möglicherweise das wenige Wasser nicht für Spülungen vergeuden wollte. Zwischen 1999  und 2009 schwankten die Füllstände zwischen einem Höchststand von 34 % im Jahre 2001 und dem Minimum von 4 % in den Jahren 2007 und 2008.
Es ist nicht festzustellen, wie lange die Wasserleitungen der Barrage des Portes de fer in Betrieb waren. Ab 2013 wurde eine neue Leitung nach Oued Fodda gebaut.